# Миљијадици ди Сото (Виченца)
Миљијадици ди Сото је насеље у Италији у округу Виченца, региону Венето.
Према процени из 2011. у насељу је живело 24 становника. Насеље се налази на надморској висини од 11 м.